# Phorinia orientalis
Phorinia orientalis är en tvåvingeart som beskrevs av Takuji Tachi och Hiroshi Shima 2006. Phorinia orientalis ingår i släktet Phorinia och familjen parasitflugor.
Artens utbredningsområde är Papua Nya Guinea. Inga underarter finns listade i Catalogue of Life.